# Coleophora ramosella
Coleophora ramosella é uma espécie de mariposa do gênero Coleophora pertencente à família Coleophoridae.